# ノースウエスト・アングル

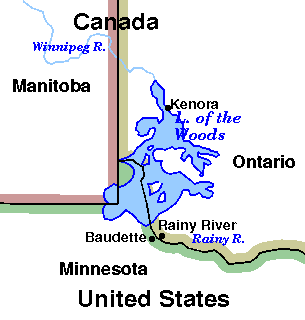
西からの直線が北緯49度線（米加国境線）、そこから北に突き出た部分にある岬がノース・ウエストアングル。アメリカ本土の最北端であり、ウッズ湖の最北西端でもある。

ノースウエスト・アングル（英語: Northwest Angle）は、アメリカ合衆国ミネソタ州レイク・オブ・ウッズ郡北部の地域で、同郡アングル区の区域にあたる。カナダ・マニトバ州と国境を接し、ウッズ湖を挟んで本土から隔てた飛び地であり、カナダを通過しないと陸地伝いにノースウエスト・アングルには行くことはできない。
地元で単に「the Angle」と言えばノースウエスト・アングルのことを指す。ウッズ湖の最北西端の一角であることから「the Northwest Angle（北西の角）」と呼ばれている。
アメリカで北緯49度線以北にあるのはアラスカ州とここノースウエスト・アングルのみである。49度線はアメリカ本土（アラスカ州およびハワイ州を除く48州）の北限をなし、西海岸からワシントン、アイダホ、モンタナ、ノースダコタおよびミネソタの一部をかすめノースウエスト・アングルに至る。ノースウエスト・アングルより東の国境は49度線よりも南を通るので、当地が本土最北端ということになる。
アメリカ本土48州の内、陸続きになっていない場所は4ヵ所（ロングアイランドなど島嶼部は除く）であり、当地の他、すぐ南にあるミネソタ州エルム・ポイント、ワシントン州ポイント・ロバーツ、ヴァーモント州オルバーグが該当し、全てカナダ側の国境沿いにある。逆に反対側のメキシコとの国境にはこういった飛び地はなく、メキシコ国境までどこからでも陸伝いに行くことができる。
一部はレッド・レイク先住民居留地（オジブワ）の自治下にある。
人口152人（2000年現在、国勢調査による）。

## 歴史
米英間の国境はアメリカ独立戦争後のパリ条約において定められた。北側の境界は「（前略）ウッズ湖を通って湖最北西端に至った後、ミシシッピ川へ真西に伸びる（後略）」とされた。とはいっても、ウッズ湖の最北西端から真西に進んでもミシシッピ川にぶつかることはない。ミシシッピ川の水源であるイタスカ湖はウッズ湖よりもずっと南にあるのだが、当時のヨーロッパ人探検家には知られていなかった。米英両国もイタスカ湖がウッズ湖よりも北にあるものとして交渉したため、実際にはありえないような国境を引いてしまった。交渉時にミシシッピ川が実際よりもかなり北を流れているミッチェル地図が使われたことが原因である。1818年のアングロ＝アメリカン会議で条約が修正され、国境はウッズ湖最北西端から真南に49度線まで進んだ後49度線に沿って西へ進むこととした。
後にデビッド・トンプソン率いる調査団が現地に赴き、ウッズ湖最北西端の地を突き止め、そこから新たに引かれた南北に伸びる国境線を49度線まで辿ってみると、実は国境線がウッズ湖の西側の岬を横切っていることが分かった。この調査でアメリカに飛び地が出来ていることが明らかになり、以降ノースウエスト・アングルとして知られるようになり現在に至る。

## 地勢
アングル区は総面積1544.5平方キロ、内318.81平方キロが陸地で残り1225.7平方キロは湖である。オーク島およびマニトバ州の南東端の南、ロゾー郡の北東端近くに位置する二つの岬もアングル区に属する。2000年度の国勢調査によると人口は152人で、内118人が本土、34人がウッズ湖上の島に住んでいる。49度線以南の島は全て無人島である。
49度線以北の本土部分の面積は302.08平方キロで、島嶼部の総面積は16.32平方キロに及ぶ。先述の二つの岬の面積は40.47ヘクタール。
域内にミネソタ州で最後となる複式学級の学校を抱える。

## 交通
ミネソタ州から行く場合は次の2通りのアクセスが可能。
国境を通らずウッズ湖を横断する場合は飛行機を利用するか、湖面が氷結していない場合は船、している場合は湖面をそのまま渡ることができる。現在カーフェリーの運行はないので、車で国境を避けてノースウエスト・アングルへ行くには、冬季湖面が氷結したときだけに限られる。
陸路を行く場合にはミネソタ州道72号線でマニトバ州に入り、引き続き州道308号線、310号線、311号線、312号線、Shoal Lake 40 First Nation、Northwest Angle 33 First Nationを通過した後、再びアメリカに入る。直線距離では24キロほどだが、陸伝いではアメリカを一度出国し、更にカナダからアメリカに再入国するまでに92キロ、更にノースウエスト・アングルまで24キロほどの道のり。
国境検問所には係官が配置されておらず、カナダ、アメリカ税関にテレビ電話で出入国申請をすることになる。

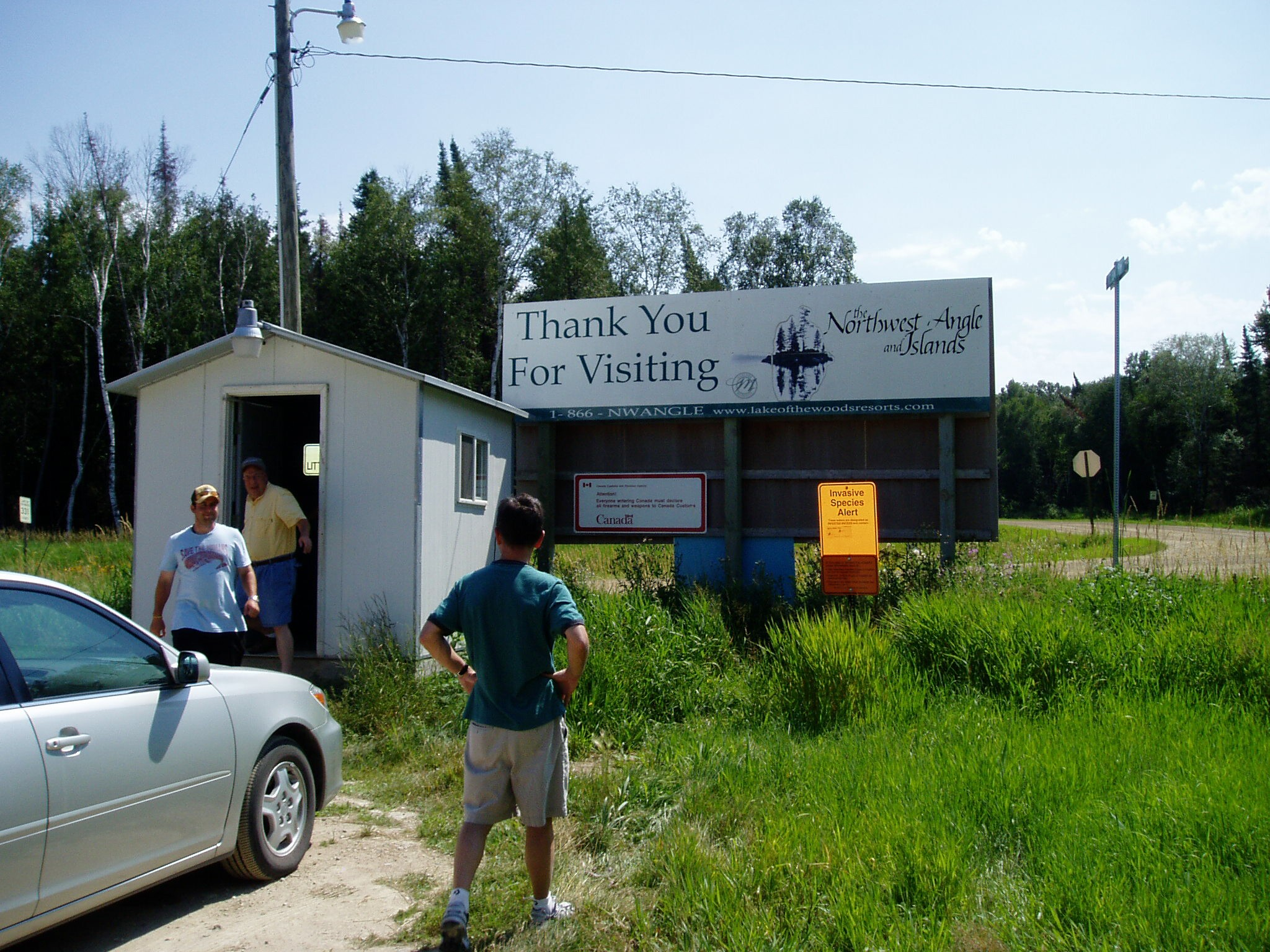
国境沿いにある検問所。当直の係官はいないので、陸路でノースウエスト・アングルに入る場合には、テレビ電話でアメリカ税関に申請する。ノースウエスト・アングルからカナダへ出る場合も同様にカナダ税関にテレビ電話で申請する。

## 政治・人文
アメリカでは漁業権に制限が多いことから、1997年にカナダに所属先を変更したいという住民が現れ始めた。選挙区にノースウエスト・アングルを抱える下院議員コリン・ピーターソンが住民投票でカナダに帰属先を変更できるようにするための憲法修正条項を発議した。ノースウエスト・アングルの大部分はレッド・レイク先住民居留地の領内であるが、ピーターソン議員は居留地の代表者の了解を得ずに発議したため反発にあっている。ノースウエスト・アングルは現在もミネソタ州固有の領域である。
ティム・オブライエンのベストセラー、『失踪』（In the Lake of the Woods）は当地を舞台にした物語で、この小説をきっかけにノースウエスト・アングルが広く知られるようになった。キリスト教の青少年向け作品集ダニー・オルリスシリーズも当地を中心に繰り広げられた物語である。
座標: 北緯49度16分0秒 西経95度3分0秒 / 北緯49.26667度 西経95.05000度